# Gerhard Tremmel
Gerhard Tremmel né le 16 novembre 1978 à Munich, est un footballeur allemand qui évolue au poste de gardien de but.

## Biographie
Le 17 juillet 2017, Tremmel annonce qu'il met un terme à sa carrière professionnelle et intègre la cellule recrutement de Swansea City.

## Palmarès
- Swansea City
  - Vainqueur de la League Cup en 2013.